# Руэфф, Адольф
Адольф Руэфф (нем. Adolf Rueff, 2 июня 1820, Штутгарт — 9 октября 1885, Штутгарт) — немецкий ветеринар.

## Труды
- «Über Bau und Verrichtungen des Körpers unserer Haustiere» (3 изд., Штутгарт, 1870),
- введение к начатому Баумейстером «Handbuch der landwirtschaftlichen Tierkunde und Tierzucht», и многие отделы этого руководства.
- «Geburtshilfe», «Exterieur des Pferdes und Rindes», «Pferdezucht», «Schweinezucht» были им обработаны в повторенных изданиях;
- «Rasse, Haar und Gang des Pferdes» (Штутгарт, 1874),
- «Die Rassen des Rindes» (там же, 1886, с 32 таблицами),
- «Allgemeine Tierzuchtlehre» (Берлин, 1878) и др.

В 1851—1857 гг. Руэфф издавал «Jahrbuch für Pferdezucht und Pferdekenntnis».